# 忍者茶茶丸
《忍者茶茶丸》是一款由Jaleco公司制作和发行的平台游戏。游戏于1985年11月15日在日本紅白機发行，1986年在MSX发行。遊戲為1984年由UPL公司推出的《忍者君 魔城的冒險》的衍生作品，遊戲主角茶茶丸設定為忍者君的弟弟。
故事背景为樱花公主被绑架，而忍者君正好在旅行中，所以营救的任务落到忍者弟弟茶茶丸君手中。
在游戏中，玩家拥有三个生命点，能够跑，跳和投掷忍者标。

## 相關作品

### 劇場版
忍者茶茶丸 劇場版是於2020年8月28日上映的電影，為紀念家庭電腦遊戲《忍者茶茶丸》發行35周年而製作。發行：Triple Up。主題曲・MOOMIN。
原定於2015年上映，歷經種種困難後才於2020年上映。在繼承原作元素的同時，融入了許多電影獨有的元素，比如把舞台設置在了當代。
由版權持有方CITY CONNECTION監製。
- 工作人員
  - 導演・脚本・製作人 柴田愛之助
  - 脚本 平谷悅郎
  - 音樂 柴田新之助
- 演員
  - 茶茶丸 - 杉原勇武
  - 哥哥 - 川連廣明
  - 櫻花公主 - 倉持由香
  - コウメ太夫
  - 島津健太郎
  - 富田麻帆
  - 天狗 - 遊木康剛
  - 高橋良輔
  - 辻本一樹
  - 脇崎智史
  - 影丸 - 新田匡章
  - 清水一哉
  - 亜紗美
  - 鯰魚太夫 - 虎牙光輝
  - 坂口拓